# Sectorul serviciilor lingvistice
Sectorul serviciilor lingvistice cuprinde acele activități menite să faciliteze comunicarea multilingvă, atât orală, cât și scrisă. Conform Direcției Generale Traduceri din cadrul Comisiei Europene, activitățile specifice sectorului serviciilor lingvistice sunt activitățile de traducere, interpretariat, subtitrare, dublare, localizare a programelor informatice și a site-urilor web, dezvoltare de unelte și tehnologii lingvistice, organizare de conferințe internaționale, predare a limbilor străine și consultanță lingvistică. Conform Asociației Canadiene a Sectorului Serviciilor Lingvistice, acest sector cuprinde activitățile de traducere (inclusiv interpretariat, subtitrare și localizare), formarea lingvistică și tehnologiile lingvistice. Asociația Europeană a Sectorului Serviciilor Lingvistice consideră că acest sector este limitat la activitățile de traducere, localizare, internaționalizare și globalizare. Există și o opinie, cel mai probabil depășită, conform căreia sectorul serviciilor lingvistice este restrâns la lingvistica computațională, plasându-l în cadrul sectorului tehnologiei informației. 
Mai nou, se conturează ideea că acest sector ar include și activitățile de editare pentru autorii care scriu într-o limbă străină, de obicei engleză, pentru a comunica pe plan internațional.

## Servicii
În această categorie sunt incluse serviciile de:
- Traducere
- Editat
- Interpretariat
- Educație lingvistică
- Traducere asistată de calculator
- Localizare lingvistică
- Localizare de software
- Traducere automată

## Evoluție
Activitatea de traducerea există cel puțin de când omenirea a început să dezvolte comerțul, cu milenii în urmă; deci, dacă includem și activitatea de interpretariat, nu este exagerat să spunem că originile industriei lingvistice sunt mai vechi decât cele ale limbajului scris.
Există diverse standarde de calitate, cum ar fi ISO 17100:2015, CAN CGSB 131.10-2017 în Canada și ASTM F2575-14 în SUA.